# Joan Borrisser Roldán
Joan Borrisser Roldán é um atleta-guia espanhol que representou a Espanha nos Jogos Paralímpicos de Verão de 2012 em Londres, atuando como guia de Martín Parejo Maza, com a qual disputou o campeonato espanhol em 2012. Em junho daquele mesmo ano, Parejo estava tentando se qualificar com Borrisser para a prova dos 100 metros do Campeonato Europeu nos Países Baixos. Para disputar os Jogos de Londres, a delegação espanhola de atletismo, composta por quatorze integrantes com deficiência visual, treinou no Centro de Modernização Esportiva. Na ocasião dos Jogos de Londres, Borrisser atuou como guia de Parejo e juntos disputaram a prova dos 100 metros.